# 正翁寺墓地裏横穴墓群
正翁寺墓地裏横穴墓群（しょうおうじぼちうらよこあなぼぐん）は神奈川県横浜市栄区鍛冶ケ谷の本郷山正翁寺境内にある古代横穴墓群遺跡である。かつて㹨川流域に約20群200基以上あった㹨川流域横穴墓群の1支群。

## 概要
㹨川流域横穴墓群は、鎌倉型横穴墓という納骨棚のような構造物（棺室）をもつ独特の横穴墓と言われ、㹨川周囲の山の斜面に無数に点在していたが、戦後にほとんど住宅地化したためその多くが消滅した。現在は本郷台駅前の七石山横穴墓群など一部が残る状況で、正翁寺の墓群は、寺境内の墓地（裏山）だったお陰で消滅しなかったものである。この正翁寺（曹洞宗）は、室町時代後期（16世紀中頃）の1564年（永禄7年）に大谷加右衛門という人物により再興された寺といわれる。
横穴墓は裏山に8基存在しているというが、2010年（平成22年）2月24日に横浜市埋蔵文化財センターが行った横穴墓状況調査では、寺が事故防止の観点で横穴入口を竹などで塞いだためどこにあるのか判らない状態である。
同センターは、距離が少し離れているが、1977年（昭和52年）に発掘調査された「桂町遺跡群」B地区の14基の横穴墓（消滅）とは本来同じ横穴墓群で、支群の関係にあったのではないかとしている。
周辺には宮ノ前横穴墓群があり、鍛冶ケ谷市民の森となっていてこちらは見学しやすい。

## 詳しく載っている本
- 鵠沼女子高等学校地歴研究部 『横浜市戸塚区㹨川流域の横穴群について』1964年（昭和39年）3月20日発行
- 埋蔵文化財センター（横浜市）『埋文よこはま31号（㹨川流域の横穴墓群）』2015年（平成27年）3月20日発行

## 参考資料
- 栄の歴史編集委員会『栄の歴史』栄区地域振興課 2013年（平成25年）3月発行

- 埋蔵文化財センター（横浜市）『埋文よこはま31号（㹨川流域の横穴墓群）』2015年（平成27年）3月20日発行